# Dongshi, Fujian
Dongshi (kinesiska: 东石) är en köping i sydöstra Kina. Den ligger i Jinjiang i staden Quanzhou i provinsen Fujian, omkring 180 kilometer sydväst om provinshuvudstaden Fuzhou. Antalet invånare är 161 305. Befolkningen består av 76 379 kvinnor och 84 926 män. Barn under 15 år utgör 15,0 %, vuxna 15-64 år 79 %, och äldre över 65 år 5,0 %.